# Incurvatus in se
Incurvatus in se (latin ’inkrökt i sig själv’) är ett uttryck som Martin Luther använde för att beskriva människans synd.
Trots att människan är rättfärdiggjord genom Jesu död på korset, har hon ständigt benägenhet att synda (se simul iustus et peccator).
Aposteln Paulus beskriver detta förhållande i Romarbrevet 7:15 och 18-19:
...jag förstår inte mitt sätt att handla. Det jag vill, det gör jag inte, men det jag avskyr, det gör jag. Jag vet att det inte bor något gott i mig, det vill säga i min köttsliga natur. Viljan finns hos mig, men inte förmågan att göra det som är gott. Det goda som jag vill, det gör jag inte, men det onda som jag inte vill, det gör jag. Men om jag gör det jag inte vill, då är det inte längre jag som handlar, utan synden som bor i mig.